# Douglas Fairbanks, Jr.
Douglas Elton Fairbanks, Jr., KBE, DSC (n. 9 decembrie 1909, New York – d. 7 mai 2000, New York) a fost un actor american și un multiplu-decorat ofițer maritim american din Al Doilea Război Mondial.

## Biografie
Douglas Fairbanks, Jr. s-a născut în orașul New York ca singurul copil al actorului Douglas Fairbanks cu prima sa soție, Anna Beth Sully. Părinții săi au divorțat când el avea nouă ani, și, deși ambii s-au recăsătorit cu altcineva, nu au mai avut copii.  El a locuit cu mama sa în New York, California, Paris și Londra.

## Hollywood
Tatăl lui Fairbanks a fost una dintre primele mari vedete de cinema, care s-a remarcat cu filme de aventură ca Semnul lui Zorro, Robin Hood și Hoțul din Bagdad. În mare parte din cauza numelui tatălui său, Fairbanks, Jr. a primit un contract cu Paramount Pictures la vârsta de 14 ani. După ce a apărut în câteva filme în care nu s-a remarcat cu nimic, s-a urcat pe scena de teatru, unde l-a impresionat pe tatăl său, pe  mama sa vitregă, Mary Pickford, și pe Charlie Chaplin, care l-au încurajat să continue cu actoria.
El și-a început cariera în epoca filmului mut. A jucat inițial în roluri secundare într-o serie de filme, în multe dintre aceste filme jucând și cele mai titrate actrițe ale momentului: Belle Bennett în Stella Dallas (1925), Esther Ralston în An American Venus (1926) și Pauline Starke în Women Love Diamonds (1927). În ultimii ani ai perioadei mute, el a apărut alături de Loretta Young în mai multe filme de dinainte de codul cenzurii și de Joan Crawford în Our Modern Maidens (1929). El a apărut într-un rol secundar alături de John Gilbert și Greta Garbo în A Woman of Affairs (1928). Trecând la epoca filmelor cu sunet, el a jucat alături de Katharine Hepburn în Morning Glory (1933), pentru care Hepburn a primit premiul Oscar.
Începând cu Outward Bound (1930), The Dawn Patrol (1930), Little Caesar (1931), Prisoner of Zenda (1937) și Gunga Din (1939), filmele sale au început să aibă mai mult succes comercial.

## Al Doilea Război Mondial

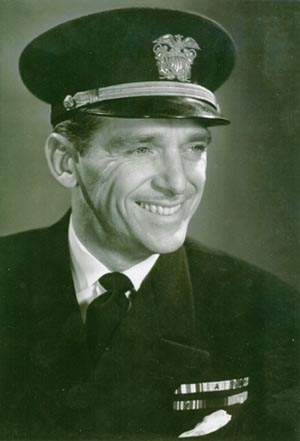
Douglas Fairbanks, Jr., "Father of the U.S. Navy Beach Jumpers"

## Moarte și moștenire
La 7 mai 2000, Fairbanks a murit la vârsta de 90 de ani și a fost înmormântat la cimitirul Hollywood Forever din Hollywood, California, în același cripta ca și tatăl său.
Fairbanks are doua stele pe Hollywood Walk of Fame, unul pentru filmele sale artistice la adresa la 6318 Hollywood Boulevard și unul pentru rolurile de televiziune la adresa 6665 Hollywood Boulevard. În 1969 a fost adăugat în Hall of Fame în Lista Internațională a Celor Mai Bine Îmbrăcați.

## Avere
Bunurile lui Fairbanks au fost scoase la licitație la 13 septembrie 2011 de către Doyle New York Arhivat în 7 septembrie 2013, la Wayback Machine., depășind veniturile estimate inițial cu mai mult de o jumătate de milion de dolari.

## Filmografie parțială
| - Stephen Steps Out (1923) - The Air Mail (1925) - Wild Horse Mesa (1925) - Stella Dallas (1925) - The American Venus (1926) - Padlocked (1926) - Broken Hearts of Hollywood (1926) - Man Bait (1927) - Women Love Diamonds (1927) - Is Zat So? (1927) - A Texas Steer (1927) - Dead Man's Curve (1928) - Modern Mothers (1928) - The Toilers (1928)(extant;Library of Congress) - The Power of the Press (1928) - The Barker (1928) - A Woman of Affairs (1928) - Hollywood Snapshots #11 (1929) (short subject) - The Forward Pass (1929) - The Jazz Age (1929) - Our Modern Maidens (1929) - Loose Ankles (1930) - Flight Commander (originally 'Dawn Patrol') (1930) - Little Caesar (1931) - I Like Your Nerve (1931) - Union Depot (1932) | - Scarlet Dawn (1932) - Parachute Jumper (1933) - The Life of Jimmy Dolan (1933) - Morning Glory (1933) - Captured! (1933) - Catherine the Great (1934) - Success at Any Price (1934) - Man of the Moment (1935) - The Amateur Gentleman (1936) - The Prisoner of Zenda (1937) - Jump for Glory (1937) - Joy of Living (1938) - The Rage of Paris (1938) - Having Wonderful Time (1938) - The Young in Heart (1938) - Gunga Din (1939) - Rulers of the Sea (1939) - Green Hell (1940) - Angels Over Broadway (1940) - The Corsican Brothers (1941) - Sinbad the Sailor (1947) - The Exile (1947) - That Lady in Ermine (1948) - The Fighting O'Flynn (1949) - State Secret (1950) - Mister Drake's Duck (1951) - The Triangle (1953) - The Genie (1953) - The Hostage Tower (1980) - Ghost Story (1981) |